# Филаева
Филаева — деревня в Кудымкарском районе Пермского края. Входила в состав Ленинского сельского поселения. Располагается южнее от города Кудымкара. Расстояние до районного центра составляет 46 км. По данным Всероссийской переписи населения 2010 года, в деревне проживало 12 человек (7 мужчин и 5 женщин).

## История
По данным на 1 июля 1963 года, в деревне проживало 109 человек. Населённый пункт входил в состав Ленинского сельсовета.